# Kanae Yamamoto
Kanae Yamamoto (山本 鼎) (Okazaki (Aichi), 24 ottobre 1882 – Ueda, 8 ottobre 1946) è stato un pittore e incisore giapponese conosciuto principalmente per le stampe xilografiche e per la pittura in stile yōga di influsso occidentale.
È considerato il fondatore del movimento artistico sōsaku-hanga o delle stampe creative, sostenitore di una xilografia in cui l’artista realizza in proprio tutte le fasi di lavorazione della stampa in opposizione al sistema tradizionale commerciale dello shin-hanga e dell’ukiyo-e in cui la stampa è il risultato di un lavoro collettivo realizzato in serie.
Promotore dell’educazione artistica dei bambini, è stato sostenitore e divulgatore dei movimenti d’arte popolare che continua ad avere un influsso sull’arte giapponese.
Kanae ha praticato come incisore del legno in stile occidentale prima di studiare la pittura occidentale. Durante la formazione alla scuola d’arte eseguì una stampa xilografica a due colori di un pescatore del quale aveva steso uno schizzo durante un viaggio nella Prefettura di Chiba. La pubblicazione di questa stampa suscitò un notevole interesse in quanto rivelatrice della potenzialità espressiva della modalità di lavoro individuale che poi darà origine al movimento dello sōsaku-hanga. Kanae intraprese un viaggio di 4 anni, dal 1912 al 1916 in Europa, venendo a contatto con l’arte popolare, derivandone fonti di ispirazione. Durante un breve viaggio nel 1916 in Russia si interessa alla creatività infantile. Alla fine del decennio, al rientro in Giappone, fonda il movimento per la promozione dell’educazione artistica dei bambini e dell’artigianato contadino. Il movimento acquisisce notevole interesse e numerosi discepoli, ma presto decade sotto la crescita del militarismo in Giappone negli anni tra le due guerre. Il movimento artistico riprende poi vigore negli anni successivi alla seconda guerra mondiale.
Pur rimanendo sostenitore della xilografia, a partire dagli anni ’20 Kanae abbandonò la stampa per dedicarsi completamente alla pittura. Trascorse gli ultimi anni della sua vita a Ueda, nell’area montuosa della prefettura di Nagano dove morì di infarto nel 1942. A Ueda nel 1962 venne inaugurato il Museo Memoriale di Kanae Yamamoto.

## Biografia

### Primi anni e formazione (1882–1907)
La famiglia di Kanae Yamamoto discendeva da un hatamoto, una élite nell’organizzazione dei samurai al diretto servizio dello shogunato Tokugawa durante il periodo Edo a Tokyo.
Il nonno di Kanae era morto nel 1868 nella battaglia di Ueno, durante la guerra Boshin che si era conclusa con la caduta dello Shogun e con il Rinnovamento Meiji che riportava il potere nelle mani dell’imperatore. Il padre di Kanae, Ichirō (山本 一郎), rimasto orfano, crebbe a Okazaki nella prefettura di Aichi; non è noto il motivo di questo trasferimento. 
Ichirō, dopo la morte del padre, fu accolto nella famiglia di Ryōsai Yamamoto (山本 良斎), un kampo, ossia un medico che praticava una elaborazione giapponese della medicina tradizionale cinese con l’intenzione di provvedere alla sua crescita e, una volta adulto, di dargli in moglie sua figlia Take (山本 タケ) la maggiore dei suoi nove figli.
Kanae nacque il 24 ottobre 1882 nelle vicinanze di Okazaki. I bombardamenti di Okazaki durante la seconda Guerra mondiale hanno gravemente danneggiato sia il centro sia la periferia della città e non è rimasta traccia della casa natale di Kanae.
Ryōsai Yamamoto intendeva destinare Ichirō alla continuazione della professione famigliare di medico, ma quando il Governo Meiji deliberò che le licenze in campo medico sarebbero state assegnate esclusivamente ai medici che praticavano la medicina occidentale, Ichirō, poco dopo la nascita di Kanae, decise di trasferirsi a Tokyo per studiarla. Ichirō alloggiava nella proprietà del padre dello scrittore Mori Ōgai, dove era a servizio per poter affrontare le spese. Sembra anche che per progredire negli studi medici praticasse con altri la riesumazione di cadaveri per disporre di corpi da dissezionare e studiare.
Nel 1887, all’età di 5 anni, Kanae e la madre Take raggiunsero Ichirō a Tokyo, stabilendosi in una casa in affitto nella zona di San'ya. La madre si dedicava a lavori di cucito per contribuire al sostegno della famiglia mentre la zia Tama Yamamoto (山本 タマ), terza figlia di Ryōsai, lavorava come cameriera a servizio della famiglia Mori, così Kanae spesso aveva occasione di incontrare il cugino, Kaita Murayama, che come Kanae, avrebbe percorso la carriera artistica. 

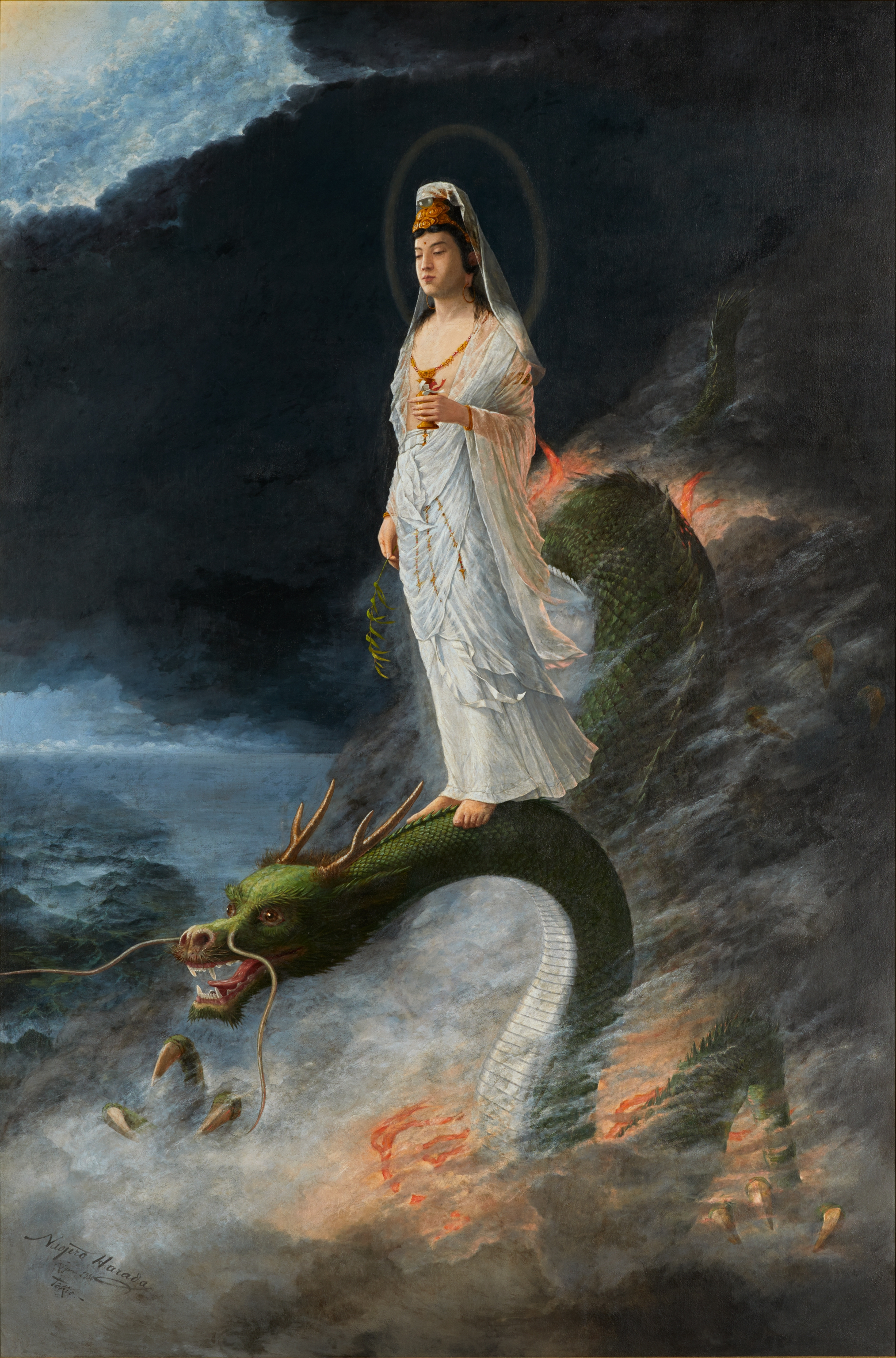
Kannon Bodhisattva cavalca il drago, di Harada Naojirō (per il quale fu modella la madre di Kanae), olio su tela, 1890

Il pittore Harada Naojirō, in amicizia con Ōgai avendo entrambe studiato in Germania tra il 1884 e il 1888, frequentava casa Ogai, conobbe la madre di Kanae e le chiese di posare come modella per il dipinto "Bodhisattva Kannon cavalca il Drago" del 1890. È possible che questi avvenimenti abbiamo contribuito ad indirizzare Kanae all’espressione artistica.
Ichirō educò il figlio Kanae secondo i principi liberali di Nakae Chōmin. Ichirō non era responsabile solamente per i membri della propria famiglia ma anche per i 5 fratelli della moglie, e per questa ragione all’età di 11 anni al termine di quattro anni di scuola elementare non fu possibile per Kanae continuare gli studi.
Divenne quindi apprendista nel laboratorio di incisione del legno di Sakurai Torakichi nel distretto di Shiba dove apprese la tecnica occidentale della gradazione tonale; il suo apprendistato era finalizzato all’illustrazione grafica di libri e riviste e includeva lettering e la fotoincisione.La sua abilità artistica si sviluppò velocemente e presto si guadagnò la stima dei colleghi e dei maestri.
In questo periodo le tecniche di stampa subirono rapidi cambiamenti, portati alla ribalta anche dalla Prima guerra sino-giapponese. Al culmine della guerra il giovane Kanae prese in considerazione l’idea di dedicarsi alla carriera militare. Comunque Kanae portò a termine il suo apprendistato fino all’età di 18 anni, seguito da un anno di lavoro obbligatorio per Sakurai, il suo datore di lavoro.
Nel 1896 Ichirō ottenne la licenza di medico e avviò un ambulatorio nelle vicinanze di Ueda nella Prefettura di Nagano.
Il rapido cambiamento nelle tecnologie di stampa che Kanae aveva appreso durante il suo apprendistato, lo indusse a dubitare del suo futuro nel campo dell'incisione su legno. La sua attenzione si spostò quindi verso la pittura; desiderava iscriversi alla scuola di belle arti di Tokyo per studiare la pittura yōga, la pittura ad olio in stile occidentale. Era però consapevole che il padre, ancora indebitato per l’avviamento del proprio ambulatorio, non era in grado di affrontare la spesa di una scuola d’arte. Nel 1902 si iscrisse segretamente alla Scuola di Belle arti di Tokyo.
Tra i suoi maestri ebbe Masaki Naohiko, Iwamura Tōru e Kuroda Seiki.
Per pagarsi gli studi Kanae collaborava con l'Hochi Shimbun, periodico sportivo, per il quale faceva saltuariamente delle illustrazioni. Dal febbraio del 1903 Kanae alloggiò nella casa del suo amico Hakutei Ishii, il figlio maggiore dell'artista Teiko Ishii.
Kanae e altri giovani pittori che alloggiavano nella stessa casa erano soliti riunirsi nel cuore della notte per discutere sull'arte e una volta al mese assumevano un modello per far pratica di disegno di figura dal vero.

### La xilografia e il movimentosōsaku hanga(1904–1911)
Nel luglio 1904, Kanae si aggregò ad un gruppo di amici per compiere un viaggio a Chōshi nella Prefettura di Chiba, e si stabilirono nelle vicinanze della foce del fiume Tone.
Qui fece alcuni schizzi tra cui quello di un pescatore vestito in abiti cerimoniali con lo sguardo rivolto all’area del porto. Al ritorno utilizzò lo schizzo come base per una xilografia.
Incise entrambe lati di una lastra di legno e utilizzò un lato come matrice per la stampa della linea di contorno e dei dettagli con inchiostro nero e l’altro lato per la stesura del colore di riempimento delle sagome con inchiostro ocra, ad esclusione della bandana sul capo del pescatore.
A quel tempo la xilografia era considerata un prodotto di artigianato molto commerciale senza grande considerazione artistica.
Hakutei Ishii rimase colpito dalla stampa del giovane artista e la fece pubblicare nel numero di luglio della rivista "Myōjō". Ishii riteneva il lavoro di Kanae molto innovativo in quanto da un lato utilizzava la tecnica tradizionale dell'Ukiyo-e dall’altro realizzava un'opera non commerciale, spontanea e pittorica.
Ben presto questo stile, al quale Ishii attribuì la definizione di tōga (pittura con la lama), divenne popolare all’interno del circolo dei lettori della rivista Myōjō. Ciò rappresentò l'inizio del movimento artistico sōsaku-hanga o della stampa creativa.

Prime opere di Kanae Yamamoto
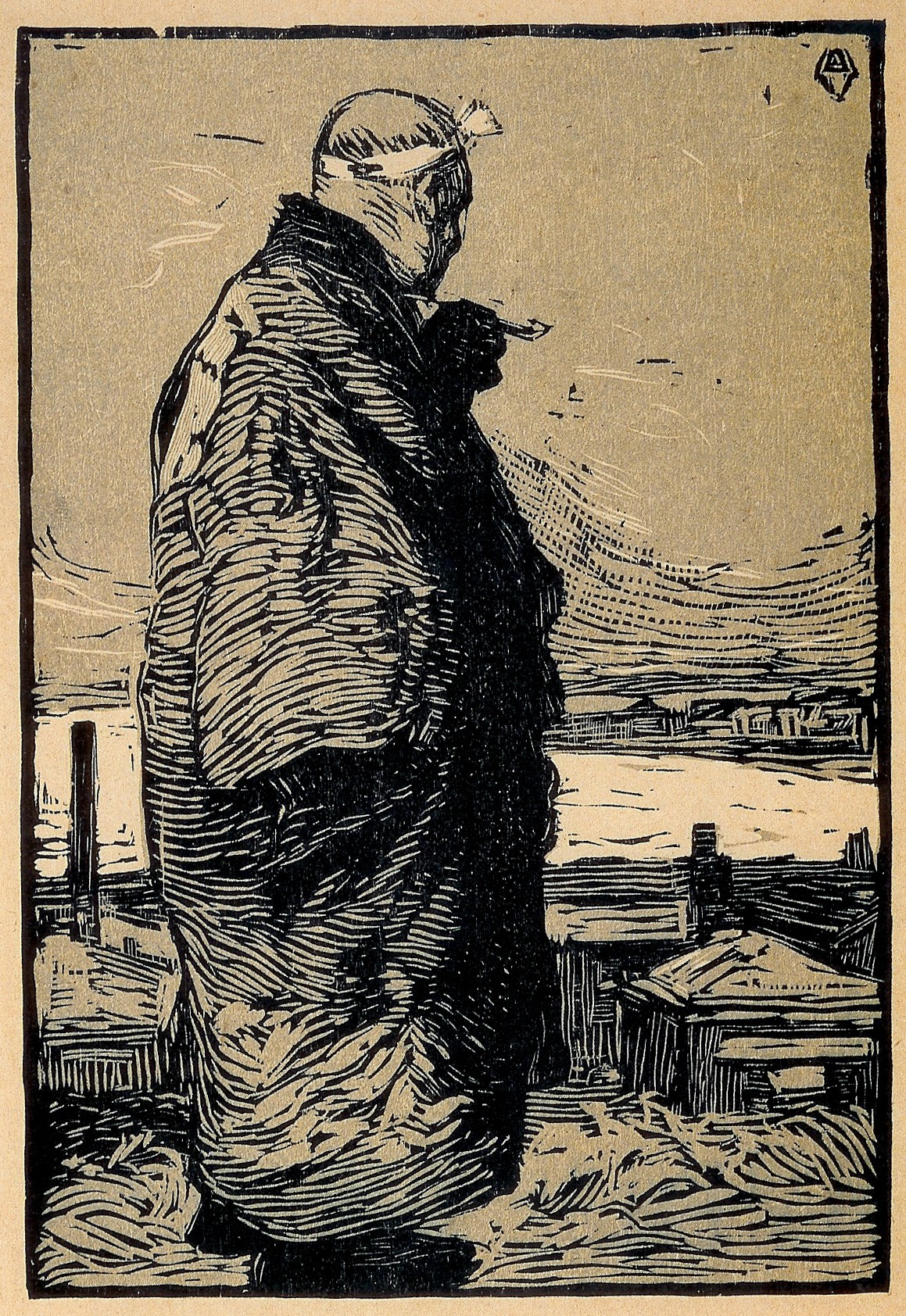
Pescatore, stampa xilografica, 1904
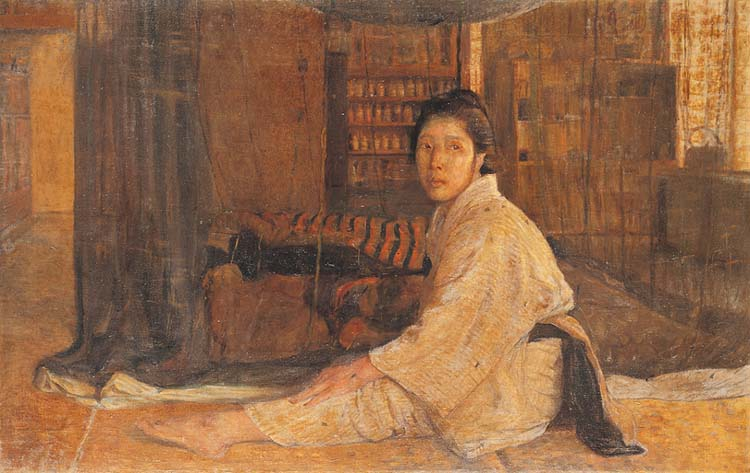
La zanzariera, dipinto ad olio, 1905
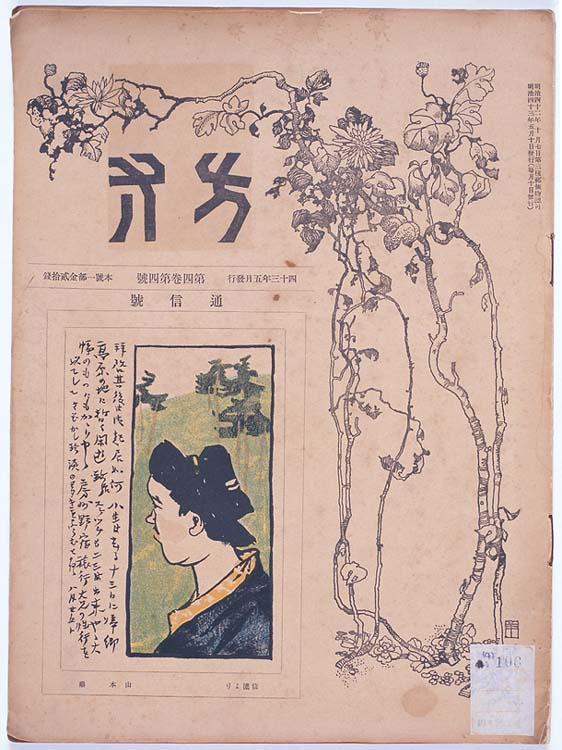
Rivista Hōsun , fascicolo 4 del 1910

Nell’estate del 1905 Kanae andò a fare visita ai genitori a Nagano; qui realizzò il dipinto La zanzariera, una delle prime sue opere ad olio. Nel mese di settembre dello stesso anno Kanae, Hakutei, Ishii Tsuzurō e alcuni amici fondarono la rivista "Heitan" nella quale pubblicarono numerose delle proprie opere a stampa. La rivista ebbe vita breve e cessò nell’aprile del 1906.
Fu su queste pagine che comparve per la prima volta la parola hanga, utilizzata come alternativa a tōga. Successivamente il termine tōga cadde in disuso mentre hanga divenne il termine generico per indicare qualsiasi tipo di stampa giapponese.
Nel 1906 lasciò la casa di Ishii per trasferirsi a Morikawa-chō nel quartiere Hongō di Tokyo. Si laureò nell’aprile dello stesso anno alla Scuola di Belle Arti di Tokyo e nell’annuario della scuola scrisse che il suo artista preferito era il pittore francese Pierre Puvis de Chavannes. Iniziò a collaborare alla rivista di Rakuten Kitazawa Tokyo Puck, periodico umoristico illustrato che aveva come modello la rivista americana Puck.
Nel 1907 Kanae, deluso dalla progressiva perdita di prestigio che stava subendo la stampa manuale in Giappone, per ravvivare l'interesse del pubblico su questa tecnica artistica scrisse una serie di articoli sulla rivista d'arte "Mizu-e"prendendo in considerazione numerosi esempi di stili e tecniche di stampa. Gli articoli furono pubblicati tra febbraio e agosto.
Nello stesso anno Kanae, Hakutei Ishii e Morita Tsunemoto fondarono un nuovo mensile chiamato "Hōsun"; il primo fascicolo apparve il 15 maggio 1907. Prendeva a modello alcune note riviste europee quali "Cocorico", "Jugend", "Simplicissimus". Infatti durante il periodo Meiji (1868–1912) Tokyo era aperta alle influenze dell'occidente, in particolare quelle che arrivavano dall'Europa e rapidamente le mode e le correnti artistiche erano importate dal vecchio continente e in parte fatte proprie e rielaborate.
La rivista affrontava principalmente argomenti di letteratura, critica e illustrazione e gli editori curavano attentamente gli aspetti grafici. La rivista era prodotta su carta di qualità in un inusuale grande formato, un formato chiamato kikubai-ban. Kanae contribuì con proprie stampe e haiku, nonché incidendo le matrici per la stampa delle opere di altri artisti. La prima pubblicazione era composta da otto pagine ed includeva una tavola aggiuntiva con un'opera di Kanae che raffigurava il Parco di Shiba. L’artista stesso andò a distribuire la pubblicazione alle librerie. Questa prima uscita fu un successo tanto che il numero dei sostenitori crebbe e fu possibile raddoppiare il numero di pagine edite. La rivista chiuse nel luglio 1911 dopo la pubblicazione di 35 fascicoli. Hakutei e Tsunetomo avevano lasciato Tokyo e Kanae desideroso di nuove iniziative.
Nelle sue opere Kanae intendeva rivitalizzare lo spirito che aveva animato l’ukiyo-e nel periodo Edo, e con questo intento alla fine del 1911 fondò il Circolo delle stampe di Tokyo per produrre e commercializzare le stampe rinnovate.

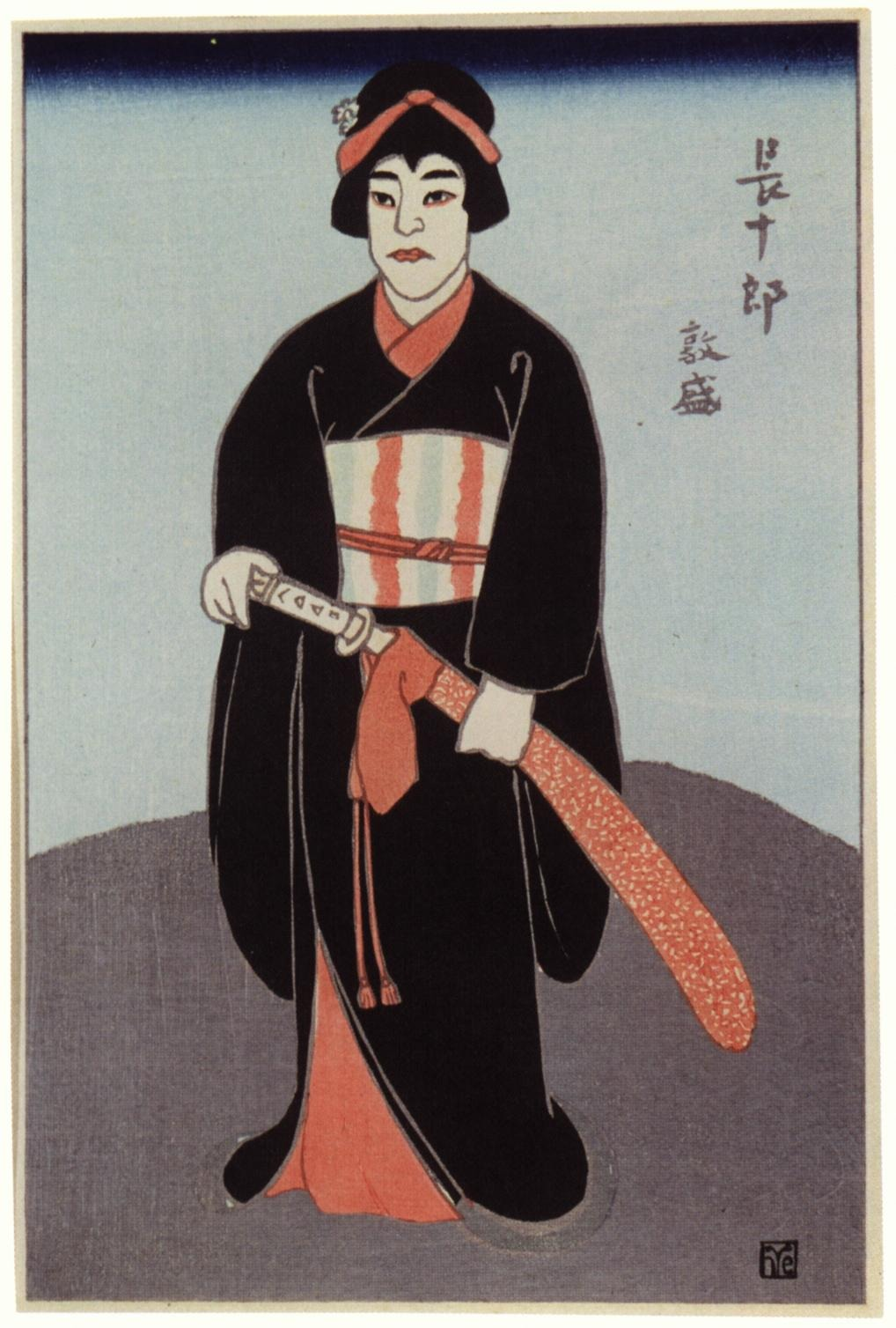
Ritratto dell’attore di teatro Kabuki Sawamura Chōjūrō nel ruolo di Taira no Atsumori, dalla serie Sōga butai sugata ("Schizzi di personaggi del palcoscenico"), stampa xilografica, 1911

Cercò di coinvolgere i collaboratori di Hōsun, ma dopo la chiusura della rivista molti dei soci avevano lasciato Tokyo e riuscì a coinvolgere solamente Hanjirō Sakamoto. I due realizzarono una serie di stampe dal titolo "Sōga-butai sugata", 草画舞台姿?("Schizzi di personaggi del palcoscenico") che raffiguravano ritratti di attori del teatro kabuki, facendo proprio il genere yakusha-e in auge nelle stampe ukiyo-e.
I soggetti delle stampe erano ritratti in azione sul palcoscenico del Teatro Imperiale che era stato edificato in quegli anni; le stampe sul fronte recavano didascalie in francese e in giapponese sul verso. Sebbene Kanae avesse annunciato la realizzazione di stampe relative a 34 opere teatrali, furono effettivamente prodotti solamente 3 set di 4 stampe ciascuno – 2 per ciascun artista in ogni set – nei mesi di giugno, luglio e settembre. Questa iniziativa rappresentò un punto di svolta nella sua carriera con l’abbandono delle tecniche incisorie occidentali orientandosi maggiormente verso lo stile giapponese, che prevede aree di colore a tono piatto e uniforme. Le stampe inizialmente non ebbero un successo di vendita, se non dopo la partenza di Kanae per la Francia l’anno seguente e, a causa della sua assenza, l’editore non fu in grado di disporre di ristampe sufficienti per far fronte alle richieste.

### Europa (1912–1916)
Kanae era intenzionato a sposare Mitsu Ishii, la sorella dell’amico Hakutei, ma la famiglia di lei pose il veto al matrimonio, in particolare la madre e Hakutei stesso. Questo rifiuto lo amareggiò profondamente e ruppe l’amicizia con Hakutei, sebbene rimanesse in rapporto con Tsuruzō; e dal momento che desiderava studiare pittura a Parigi, il padre lo aiutò nell’organizzazione della distribuzione e vendita dei suoi lavori per raccogliere fondi sufficienti a sostenere le spese di viaggio e di soggiorno.
Kanae si imbarcò sulla Tango Maru dal porto di Kobe il 6 luglio 1912, per sbarcare a Marsiglia dopo 53 giorni di navigazione. A bordo realizzò bozzetti di quelle che sarebbero diventate stampe che il padre avrebbe posto in vendita tra cui "Galline selvatiche", che ritrae 3 prostitute cinesi con i piedi fasciati che aveva avuto occasione di vedere durante una sosta a Shanghai. A Parigi ne rielaborò il bozzetto e produsse numerose stampe. Nei primi mesi di soggiorno studiò incisione ad acquaforte alla École nationale supérieure des beaux-arts.

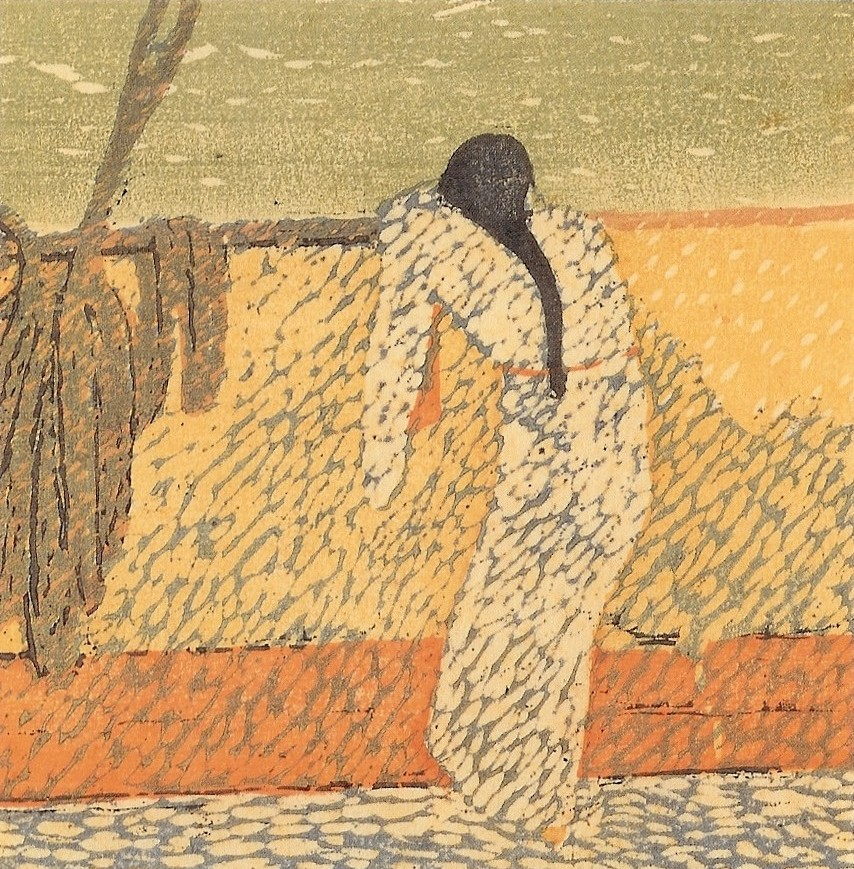
Sul ponte, stampa xilografica a colori, 1913 (tratta da uno schizzo realizzato a Singapore nel 1912)

Al suo arrivo Kanae aveva preso contatto con il pittore Sanzo Wada, che era a Parigi dal 1907. Wada gli fece conoscere Kunishirō Mitsutani, e Kanae presto si trasferì vicino allo studio di Mitsutani. Kanae faticava a padroneggiare il francese e prevalentemente frequentava artisti giapponesi quali Ryūzaburō Umehara e Sōtarō Yasui. L’amicizia più stretta era con Misai Kosugi, un collaboratore del periodico Hōsun, arrivato a Parigi nel marzo 1913 intenzionato a trascorrere un anno in Europa.
Nel 1913 gli fece visita lo scrittore Shimazaki Tōson, che aveva conosciuto già ad Ueda. Entrambi avevano vissuto recentemente l’esperienza del rifiuto della propria proposta di matrimonio.
Tōson scrisse che Kanae faticava a portare a termine la stampa Sul ponte, una stampa che riproduceva una ragazza dai capelli lunghi sul ponte della nave Tango Maru. La stampa prevedeva l’impiego di sei matrici in legno di ciliegio e carta di gelso washi, materiali che Kanae aveva portato con sé dal Giappone; ma finalmente le stampe furono spedite in Giappone nel mese di maggio.
In luglio i due amici decisero di trascorrere sei settimane in Bretagna; qui furono raggiunti da numerosi altri artisti, tutti attirati dalle descrizioni di grande bellezza della regione che Kuroda Seiki aveva ritratto nel XIX secolo.

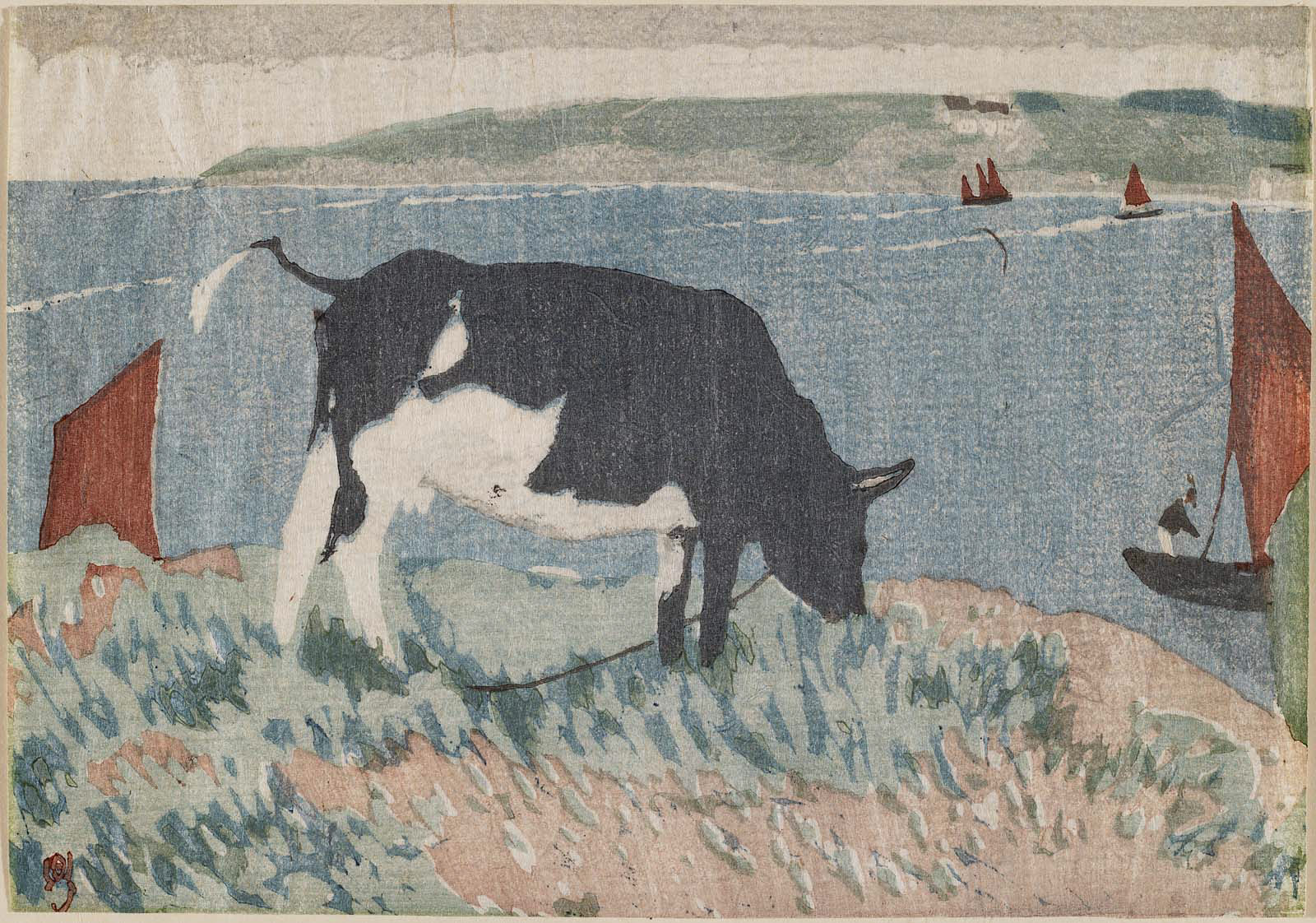
Mucca, xilografia a colori, 1913, realizzata in Bretagna

Kanae fu particolarmente attivo nella realizzazione di stampe durante la permanenza in Bretagna.
Durante il suo soggiorno francese Kanae si sentiva culturalmente isolato; non riusciva ad inserirsi nell’ambiente artistico europeo e apprezzava poco l’arte contemporanea e i suoi esponenti. Non prendeva in considerazione van Gogh, Monet, e Édouard Manet. 
Attiravano la sua attenzione Renoir, Sisley, e soprattutto Puvis de Chavannes, ammirava le pitture di Cézanne, ma negava che ci fosse una connessione tra queste e il Cubismo le cui opere disprezzava; scrisse che solamente una delle tremila opere di Matisse era accettabile.
Kanae si considerava un pittore realista ed era deluso che le correnti d’avanguardia fossero dominanti nelle correnti artistiche europee; gli riusciva difficile comprendere e conciliare l’avanguardia artistica con le sue conoscenze del realismo occidentale. La sua delusione ebbe una ricaduta sulle sue attività; in questo periodo realizzò solamente alcune stampe destinate al mercato giapponese per finanziare il suo soggiorno mentre le difficoltà linguistiche resero difficile trovare acquirenti locali.
Inoltre uno dei suoi mercanti di Tokyo si era suicidato dopo essersi appropriato dei danari di Kanae così come di altri artisti.  Non poteva rivelare i suoi problemi economici ai familiari che sapeva parimenti in difficoltà finanziarie; riuscì però ad individuare un nuovo agente a Tokyo, Rokurō Watanabe, e recuperare modeste risorse da inviare al padre.
Oltre alla sua delusione sul mondo artistico occidentale, Kanae era testimone dell’impatto dell’arte giapponese sull’arte europea con lo sviluppo del giapponismo. Sebbene tenesse per sé queste considerazioni, cominciò a percepire e condividere un sentimento di superiorità dell’arte giapponese e di quelle tradizioni artistiche che durante gli anni della sua formazione aveva rifiutato.
Kanae riuscì a recuperare da connazionali sufficienti risorse da potersi mantenere così da poter evitare un rientro immediato in Giappone, nonostante le esortazioni di amici e conoscenti. Le sue difficoltà economiche ed emotive crebbero a metà 1914 con lo scoppio della prima Guerra mondiale e la notizia che Mitsu Ishii si era sposata. Decise allora di trasferirsi da Parigi a Londra dove trascorse alcuni mesi, alcuni dei quali ammalato di bronchite.
Rientrò a Parigi nel gennaio 1915,, ma le possibilità di lavoro erano scarse. I musei erano chiusi. Prese in considerazione di rientrare in Giappone entro la seguente primavera, ma avendo finalmente trovato lavoro con un gruppo di compatrioti a Lione e quindi avendo superato il problema del proprio mantenimento, abbandonò l’idea del ritorno in patria e nel marzo 1916 compì un viaggiò in Italia per conoscere le opere del Rinascimento italiano. 
Al rientro a Lione gli pervenne la notizia della morte di Sakurai e questa volta prese la decisione di preparare il viaggio di ritorno in Giappone..

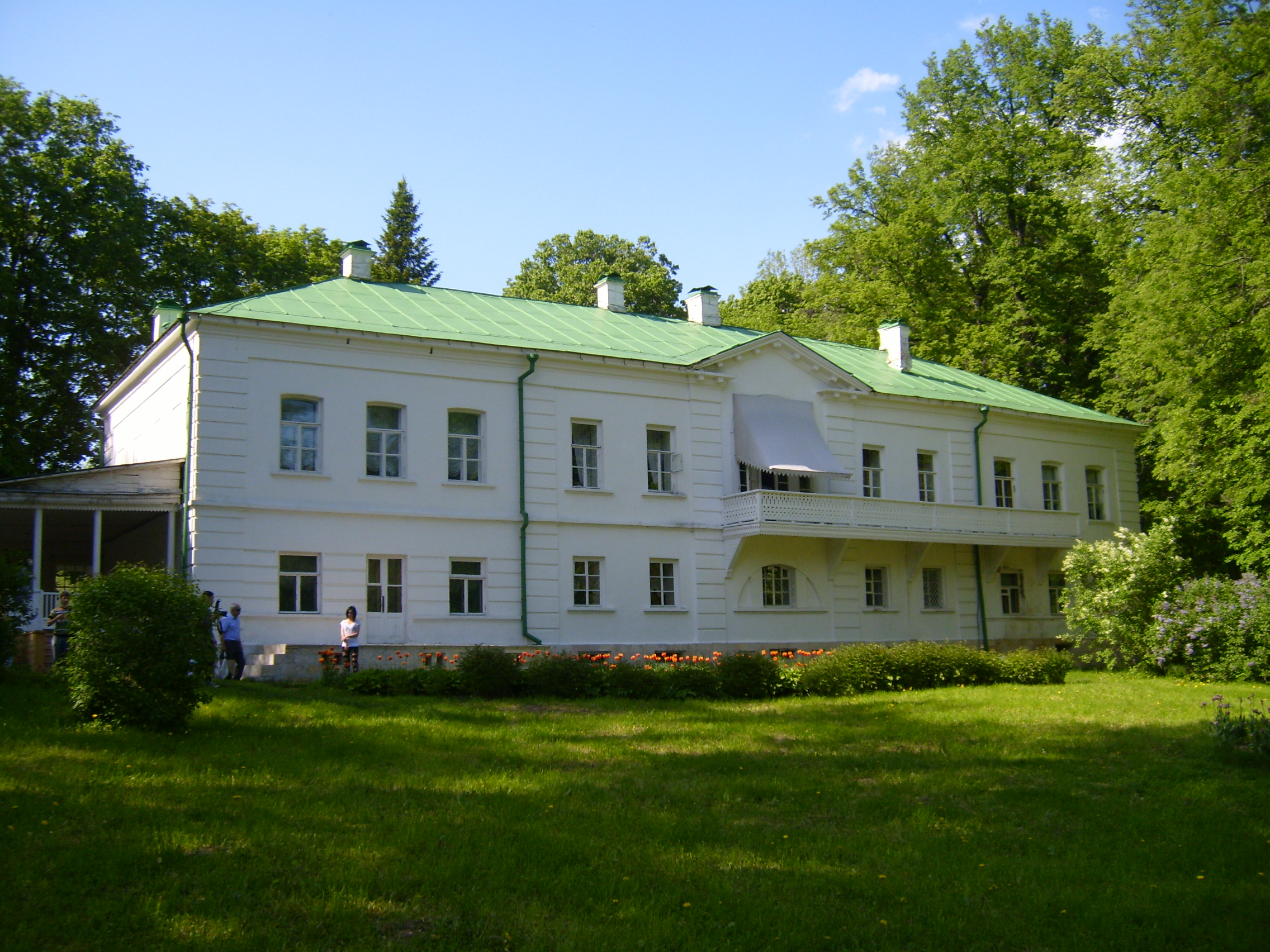
Scuola rurale visitata da Kanae presso la casa di Tolstoy a Yasnaya Polyana che gli ha suggerito la possibilità di realizzare anche in Giappone iniziative di diffusione della cultura popolare

Il percorso più economico per il rientro in Giappone era, in quegli anni, viaggiare attraverso la Russia. Il 30 giugno 1916 lasciò Parigi e attraverso l’Inghilterra, la Norvegia e la Svezia raggiunse Mosca. Qui incontrò il console giapponese e il critico Noburu Katagami; quest’ultimo gli fece conoscere l’arte proletaria e gli propose di visitare Yasnaya Polyana, la casa che Leo Tolstoy aveva trasformato in scuola rurale destinata ai contadini. Questa fu un’esperienza molto significativa per Kanae che poi scrisse "Mentre soggiornavo a Mosca nel 1916, ho capito che dovevo perseguire due importanti missioni. Una consisteva nel promuovere la pittura libera e creativa dei bambini; la seconda l’affermazione del valore dell’arte contadina". Kanae poté inoltre visitare a Mosca il Museo Kustar, che dal 1885 metteva in mostra opere d’arte e artigianato contadino. Apprezzava la concretezza e solidità dell’artigianato rurale e il disegno etnico e lamentava come l’industrializzazione avesse portato ad una involuzione dei valori estetici e minacciasse la sopravvivenza stessa delle creazioni artistiche popolari. Una mostra di arte infantile lo stupì favorevolmente per la capacità espressiva.
Verso la fine del 1916 fece la lunga traversata della Siberia e durante il viaggio ricevette un telegramma dal poeta Hakushū Kitahara, con il quale stava prendendo accordi in merito al possibile matrimonio con la sorella Ieko, che lo informava che la trattativa aveva raggiunto finalmente un esito positivo per Kanae.

### Ritorno in Giappone e affermazione professionale (1916–1935)
Kanae arrivò in Giappone nel dicembre 1916 e prese in mano le redini dell’impresa di stampa di Sakurai in grave deficit economico; la ribattezzò Seiwadō. Nell’autunno 1917 espose 17 dipinti ad olio in stile yōga alla mostra Inten organizzata dal Nihon Bijutsuin. Nel medesimo anno sposò Ieko Kitahara, diede alle stampe un manuale tecnico sulla pittura ad olio e portò a termine alcune stampe xilografiche che gli erano state precedentemente commissionate.
Kanae mirava a costituire un’associazione per la promozione delle stampe artistiche e nel giugno 1918 fondò con il litografo Kazuma Oda, l’incisore all’acquaforte Takeo Terasaki e l’incisore su legno Kogan Tobari la "Nihon Sōsaku-Hanga Kyōkai" ("Società cooperativa per la stampa creativa giapponese"); Kogan Tobari era stato membro dell’associazione Pan no Kai ed era recentemente rientrato da un soggiorno in Europa durato diversi anni. La Nihon Sōsaku-Hanga Kyōkai tenne la sua prima esposizione in una galleria d’arte nell’edificio Mitsukoshi a Nihonbashi tra il 15 e il 20 gennaio 1919.  Nell’esposizione erano presentate 277 opere di 26 artisti, tra cui 17 xilografie e 2 acqueforti di Kanae. La mostra ebbe 20.000 visitatori e fu ampiamente commentata sui media; la rivista d’arte "Mizu-e" uscì nel successivo mese di marzo con un numero speciale intitolato Sōsaku-hanga che comprendeva un articolo di Kanae in cui esponeva i principi artistici e gli obbiettivi di Nihon Sōsaku-Hanga Kyōkai. Nel maggio dello stesso anno la mostra fu ripresentata a Osaka presso la galleria Mitsukoshi.
Nel 1919 Kanae portò a compimento un’ulteriore iniziativa: istituì l’"Associazione giapponese per il disegno creativo dei bambini" (Nihon jidō jiyūga kyōkai 日本児童自由画協会) di cui realizza anche la prima mostra. 
Il pubblico fu favorevolmente impressionato dagli ideali democratici espressi dall'associazione dal momento che l’idea di educazione democratica stava prendendo slancio in Giappone durante il periodo Taishō (1912–26). Kanae sosteneva l’importanza di un’arte libera e creativa e criticava la tradizione dell’insegnamento basato sulla mera copia di opere del passato.
Nel 1921 mandò in stampa il volume "L’educazione attraverso il disegno libero" e il mensile "Educazione alle arti e alla libertà" (Geijutsu jiyū kyōiku 芸術自由教育). 
I principi e i metodi di Kanae ebbero buona diffusione e divenne usuale per gli insegnanti delle scuole tenere lezioni all’aperto per ritrarre direttamente gli elementi della natura. Queste proposte didattiche però non erano esenti dall’attacco dei critici e il sorgente militarismo in Giappone mise fine nel 1928 al movimento che non poté essere rivitalizzato se non dopo la seconda guerra mondiale.

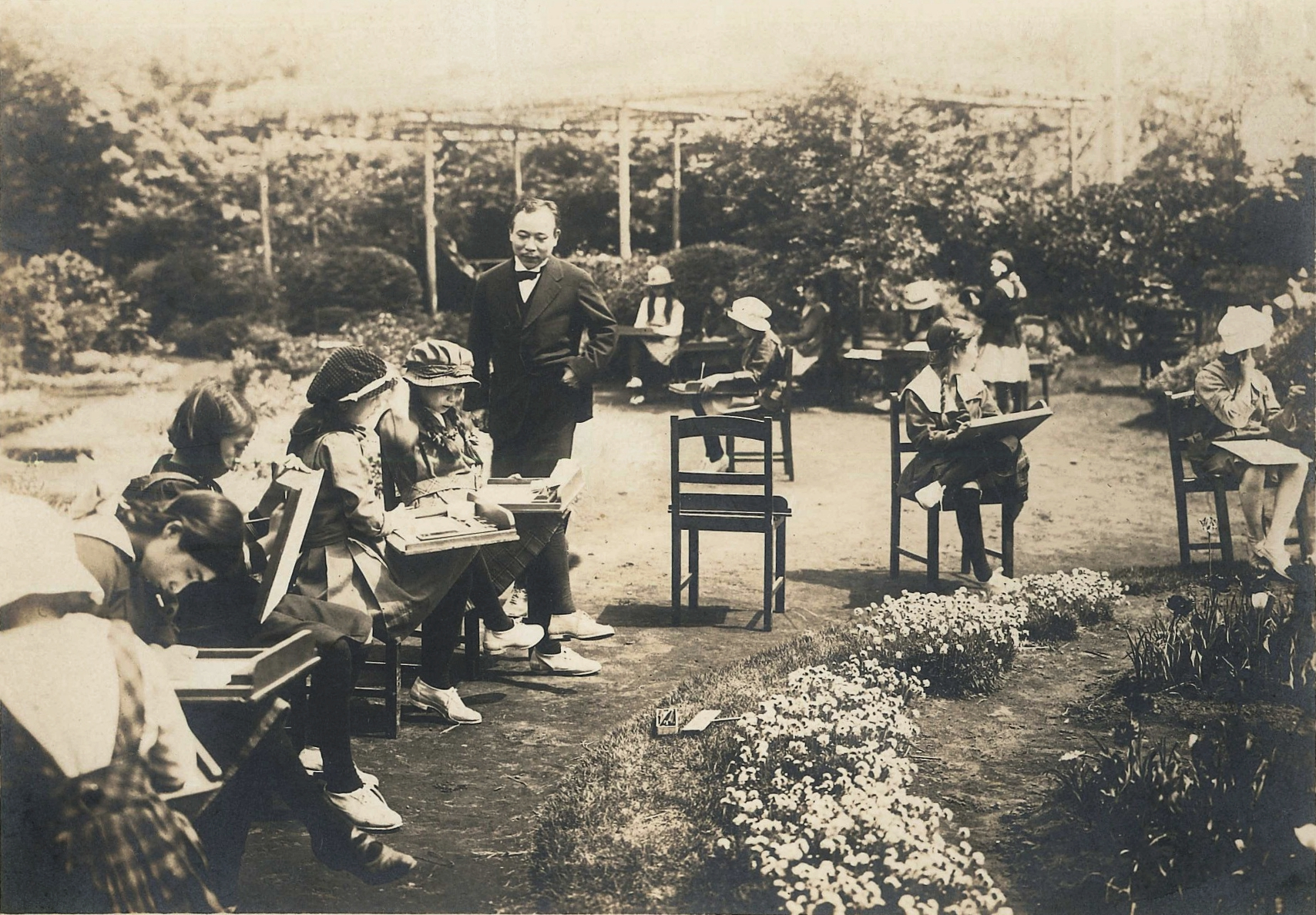
Kanae conduce una lezione di schizzo all’aperto secondo gli intenti del movimento per il disegno libero dei bambini

Verso la fine del 1919 Kanae si trasferì a Ueda, il paese nella regione montana di Nagano dove vivevano I genitori. Aveva ricevuto fondi dal Ministero dell’Educazione, dal Ministero dell’Agricoltura e dalla Mitsubishi per avviare una scuola nel paese di Kangava (oggi parte di Ueda) allo scopo di insegnare alla popolazione rurale le abilità artistiche utili a realizzare lavori artigianali di pregio ed integrare le proprie risorse economiche durante i lunghi mesi invernali, combinando quindi creatività e utile come suggerito dall’artigianato contadino conosciuto durante il viaggio in Russia.
Nel 1921 i cognati Rinzō Satake e Shōkō Sasaki si rivolsero a Kanae per un suggerimento finalizzato alla realizzazione di pastelli colorati con l’utilizzo di olio quale legante; lo sviluppo del progetto produttivo richiese 3 anni e portò alla produzione dei primi pastelli ad olio commercializzati dalla Sakura Color Products Corporation.
Il movimento per l’arte contadina ebbe successo negli ambienti intellettuali e governativi. Un’esposizione alla Galleria Mitsukoshi dei lavori realizzati da 16 giovani fu accolta favorevolmente e nel 1923 Kanae fondò l'Istituto giapponese d’arte contadina (Nōmin bijutsu renshūjo 農民美術練習所) che nel 1925, grazie allo stanziamento di fondi governativi, si diffuse nel paese.
Al movimento furono sollevate però critiche, considerato da un lato anacronistico dall’altro si temeva che l’orientamento alla commercializzazione potesse svuotare l’artigianato rurale del suo fascino originale. Al contrario Kanae considerava il movimento dell’arte rurale fondato sulla volontà di mantenere viva la creatività specifica e non mosso da un generico sentimento di nostalgia o di desiderio di conservare vecchi modi espressivi.
La polizia sospettava Kanae di simpatie socialiste in relazione al suo viaggio attraverso la Russia e lo pressava così spesso che egli chiese a Un'ichi Hiratsuka, che insegnava costruzione di cornici, di rinunciare a vestire abiti di taglio russo. L’iniziale entusiasmo di Kanae nel corso degli anni iniziò ad affievolirsi; i finanziamenti calavano e trovare ulteriori sponsor era impegnativo; il sindaco del paese stava fronteggiando un dissesto economico e il suo tentativo di trovare nuove strade perché i contadini potessero ricavare risorse dall’arte aveva dato risultati esigui. Dopo 5 anni l’impresa era in fallimento.
Nello stesso periodo Kanae spostò il suo centro di interesse dalla stampa alla pittura. Era stato un fondatore nel 1922 dell’Associazione artistica "Shunyo-kai", che aggregava artisti che praticavano lo stile occidentale yōga.
Era inoltre curatore della rivista dell’associazione "Atorie".
Egli continuò contemporaneamente a promuovere le opere a stampa degli artisti e a sostenere la validità e il ruolo artistico della xilografia e nel 1928 la rivista dedicò un numero al sōsaku hanga; inoltre a partire dal medesimo anno l’associazione Shunyo-kai incominciò ad assegnare un premio riservato alla categoria "opere a stampa" nel corso dell’esposizione annuale.
Nel 1924 Kanae visitò Taiwan per circa un mese con l’obbiettivo di conoscere l’artigianato locale e individuare attività utili ad un possibile sviluppo commerciale. L’applicazione pratica dell’artigianato popolare taiwanese lo colpì molto positivamente. Le istituzioni locali intendevano promuovere la produzione di articoli in bamboo e rattan, ma Kanae non prese in considerazione questi materiali perché riteneva i manufatti realizzati con questi materiali non competitivi in relazione ad analoghi articoli di produzione giapponese. Promosse invece la realizzazione di prodotti che fossero contemporaneamente di linea tradizionale e innovativa, in modo da poter essere utilizzati, grazie a disegni di tradizione locale, come souvenir o destinati alla commercializzazione estera.
Dopo la mostra del 1919, Kanae affidò la direzione del "Nihon Sōsaku-Hanga Kyōkai" (日本版画協会) "Japan Creative Prints Society") a Kōshirō Onchi che nel 1931 fu trasformata nella più ampia associazione Nihon Hanga Kyōkai ("Japan Print Cooperative Society") e contemporaneamente la Seiwadō chiuse i battenti.

### Ritorno alla pittura e ultimi anni (1935–1946)

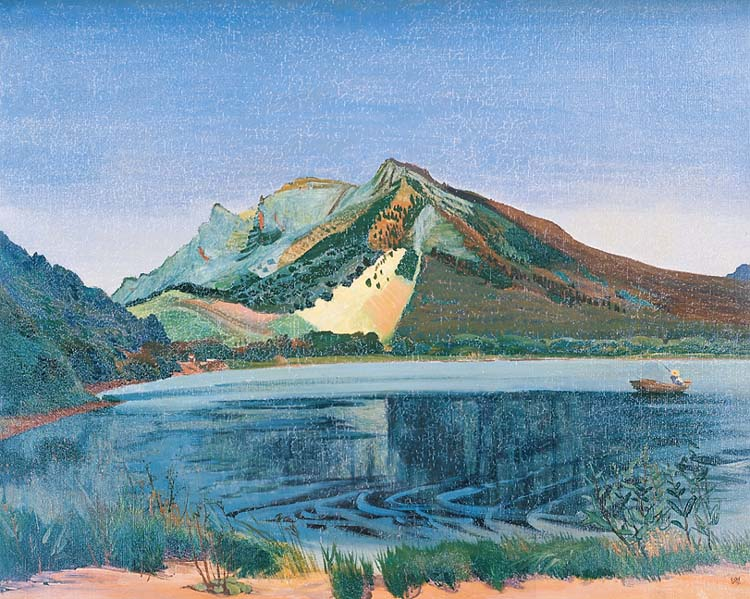
Inizio d’autunno al lago Haruna, dipinto ad olio, 1937

Nel 1935 Kanae si stabilì a Tokyo e ritornò alla pittura a tempo pieno. Realizzò numerosi dipinti ad olio e ad acquarello che furono esposti nel gennaio 1940 alla Galleria Mitsukoshi. L’esposizione ebbe successo e Kanae dichiarò: "Vivrò fino al maggio dei miei 85 anni. Pertanto ora mi siedo e brindo a sake e dipingo al mio cuore felice!".
Nel 1942 mentre soggiornava al lago Haruna nella prefettura di Gunma Kanae ebbe un’emorragia cerebrale che lo lasciò parzialmente paralizzato e in difficoltà con la pittura. Continuò comunque a praticare la pittura sebbene con grande fatica e nonostante la carenza di materiali pittorici dovuta alla guerra, realizzando principalmente lavori ad acquarello, meno impegnativi rispetto alla pittura ad olio. Nella primavera del 1943 ritornò ad Ueda dove trascorse gli ultimi anni. Morì l’8 ottobre 1946 dopo un intervento chirurgico per l’eliminazione di un volvolo all’ospedale Nisshindō di Ueda.

## Stile
Nelle sue incisioni, Kanae utilizzava principalmente scalpelli a lama curva. Nella xilografia tradizionale ukiyo-e questo attrezzo normalmente era utilizzato solamente nelle operazioni di ripulitura delle matrici mentre per l’insieme delle incisioni del legno era normalmente impiegato lo scalpello a punta dritta. L’incisione seguiva l’approccio occidentale: incidere piani e linee che in stampa apparivano in bianco, mentre nella tecnica tradizionale giapponese prevedeva l'incisione attorno alle linee da stampare.

Stampe xilografiche a colori di Kanae Yamamoto
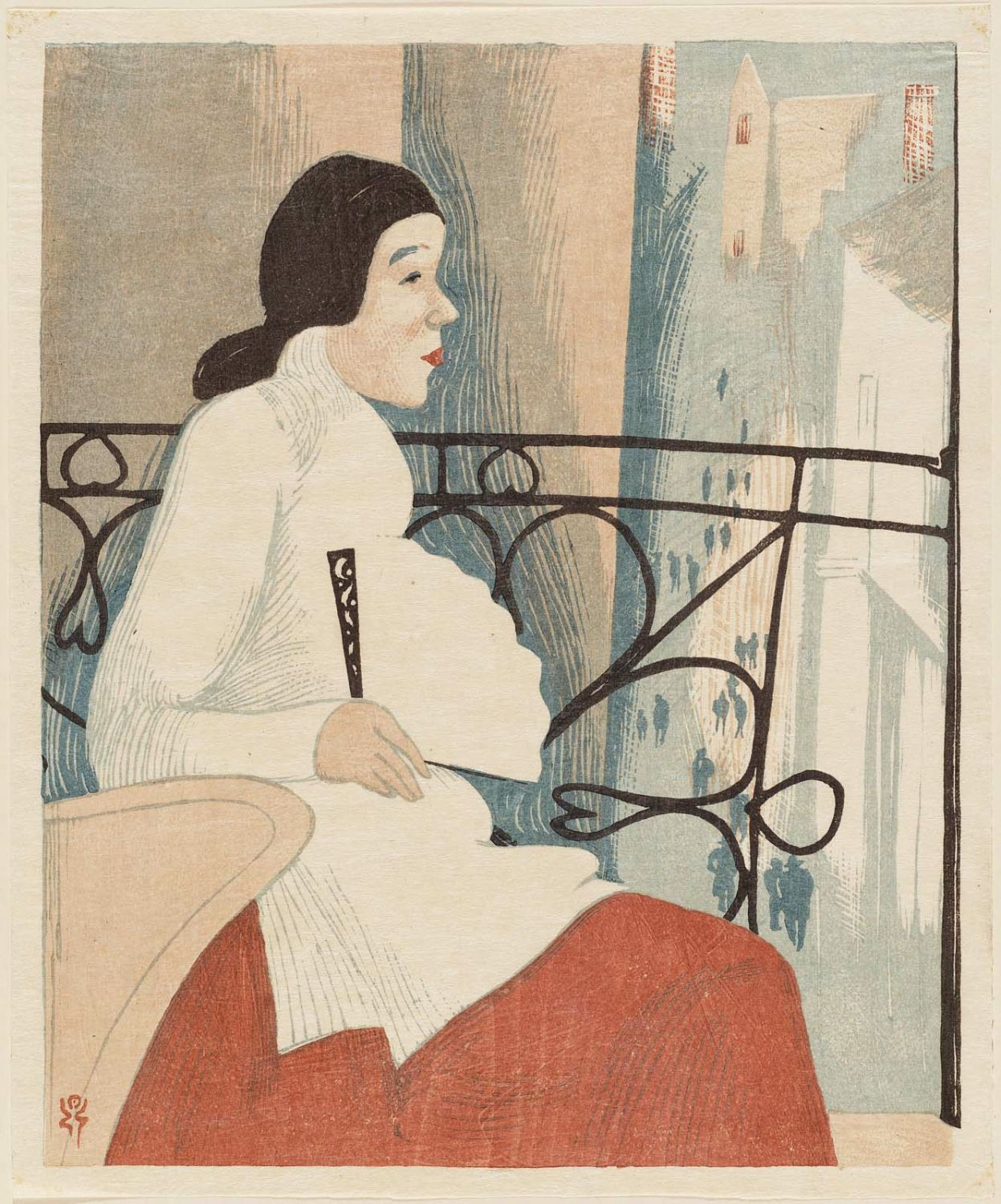
Donna Cinese, 1917
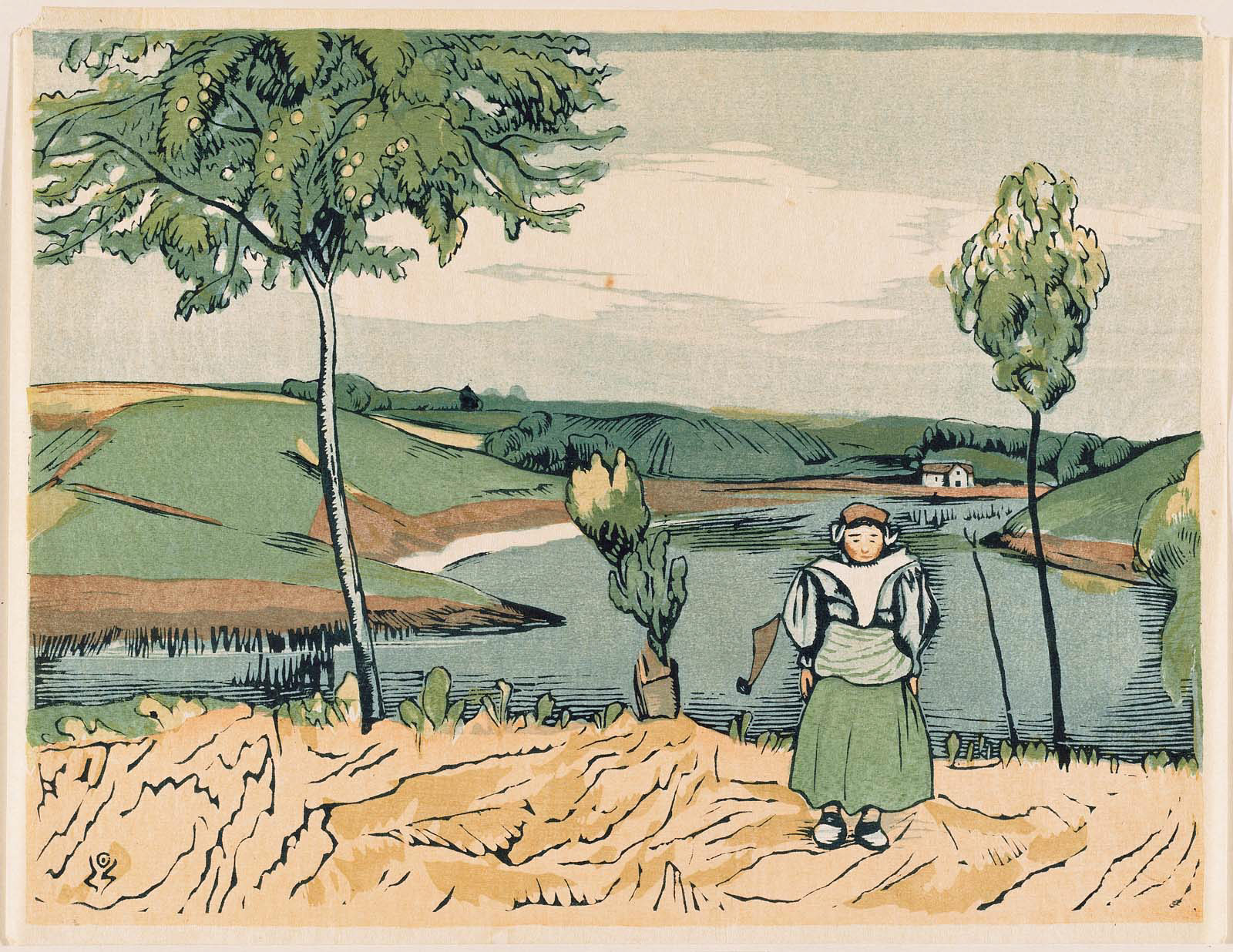
Ragazza olandese nel paesaggio, 1915
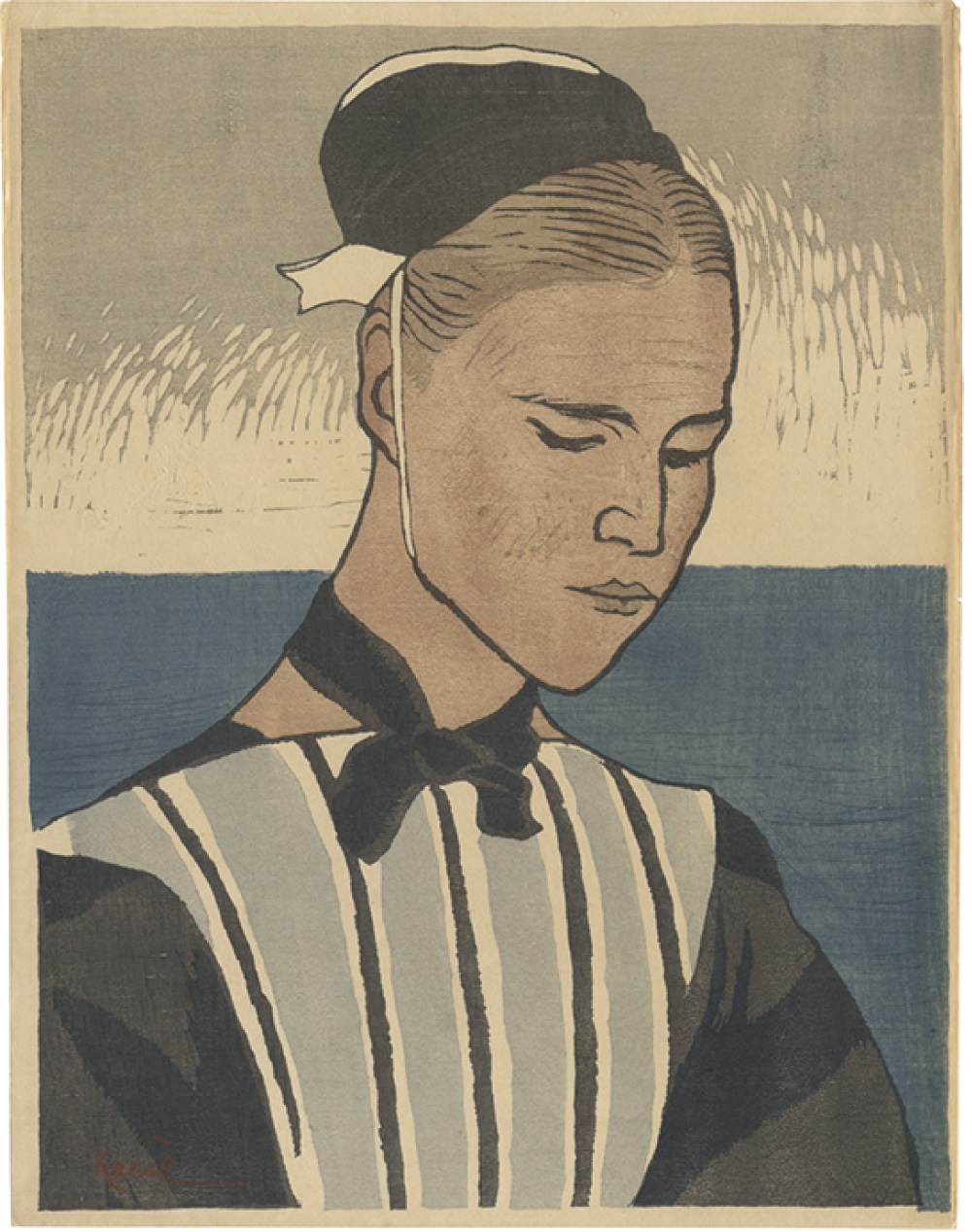
Donna bretone, 1920
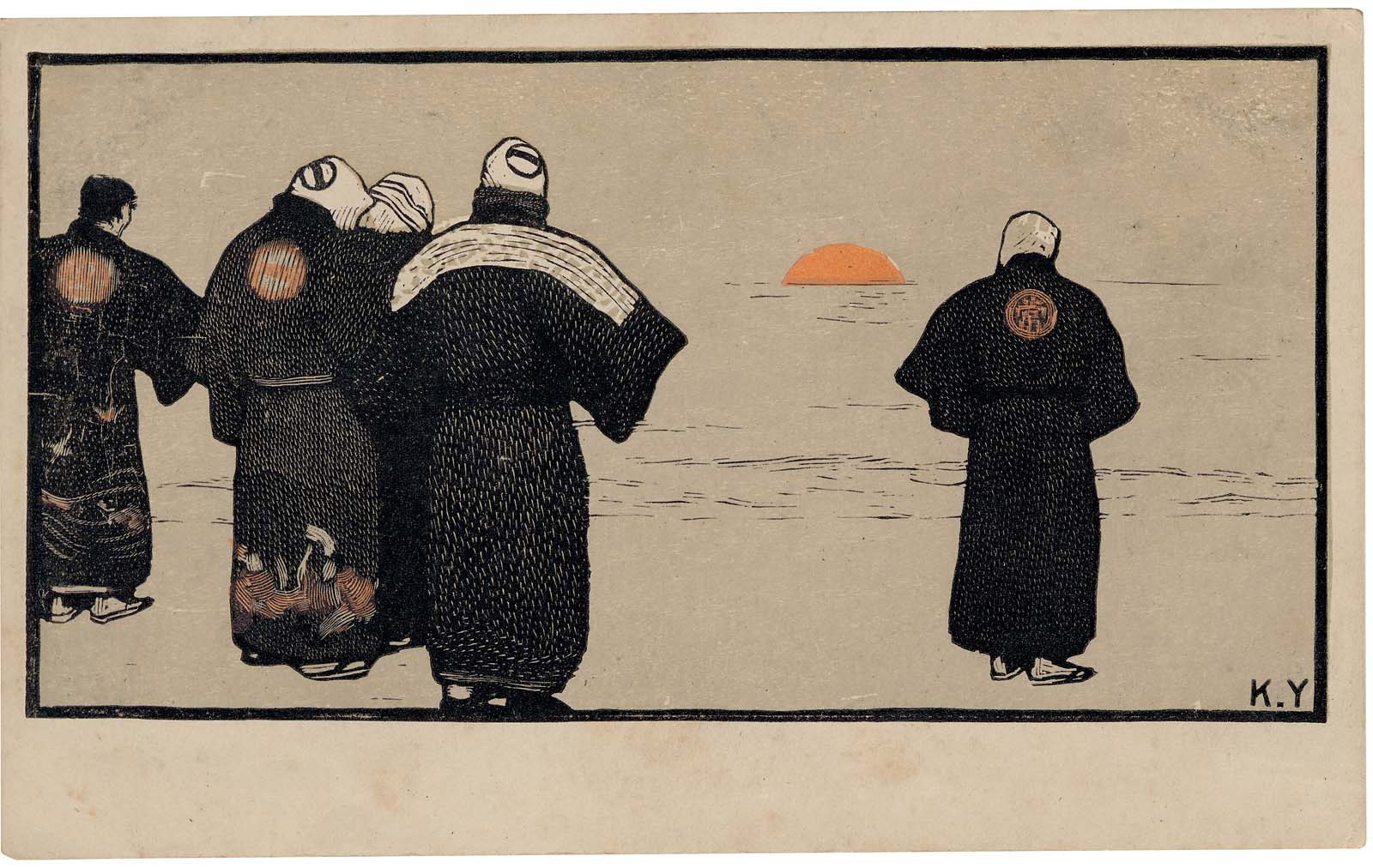
Pescatori

Dipinti ad olio di Kanae Yamamoto
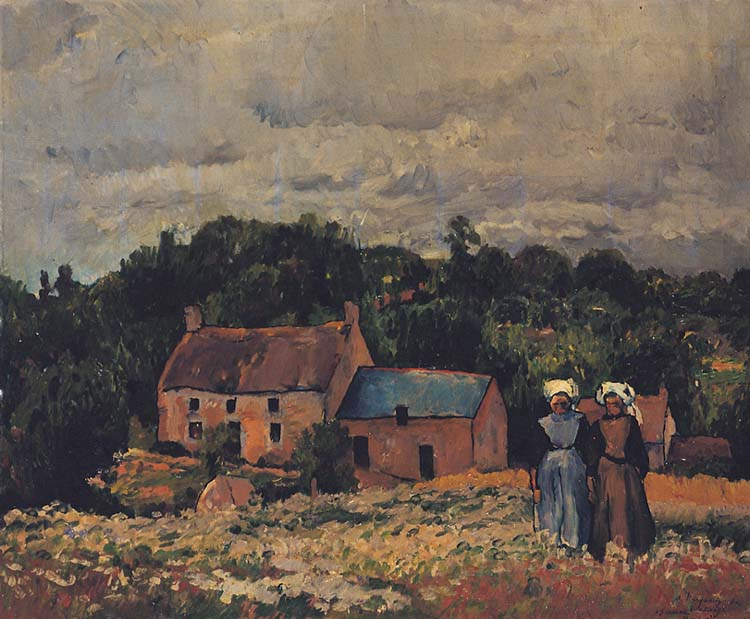
Estate in Bretagna, 1913
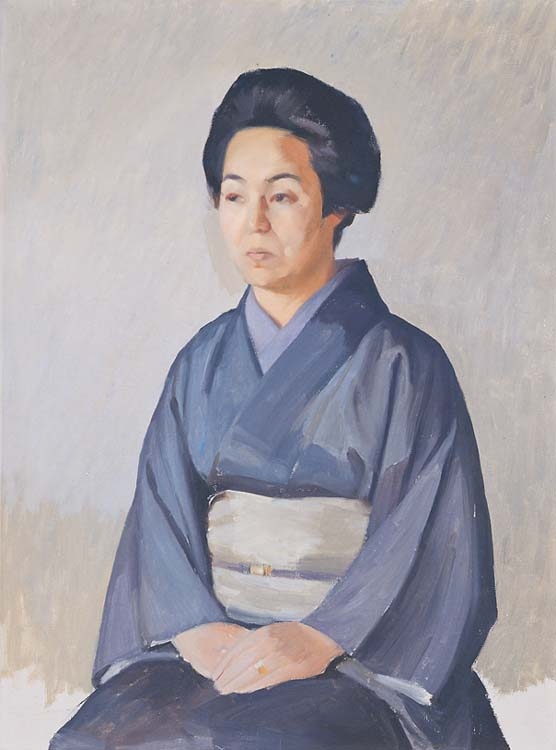
Ritratto di Hama Takahashi, 1917
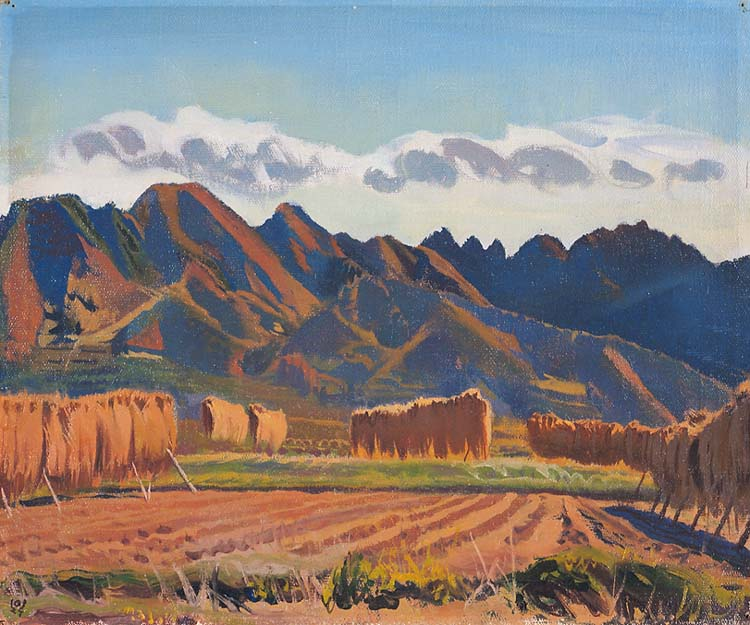
Segni d’autunno ai piedi del Monte Tokko, ritrae fascine di riso appese ad essiccare dopo il raccolto, 1926
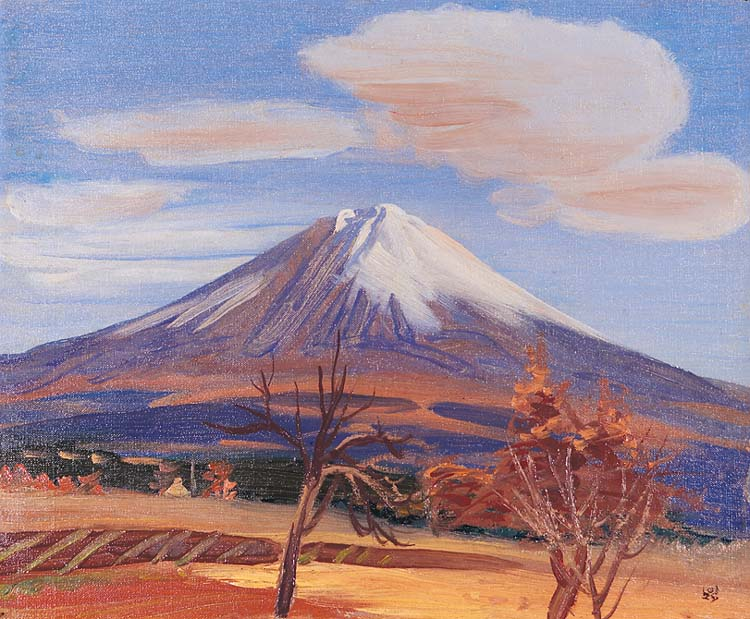
Il monte Fuji visto da Kami-Ide, 1938
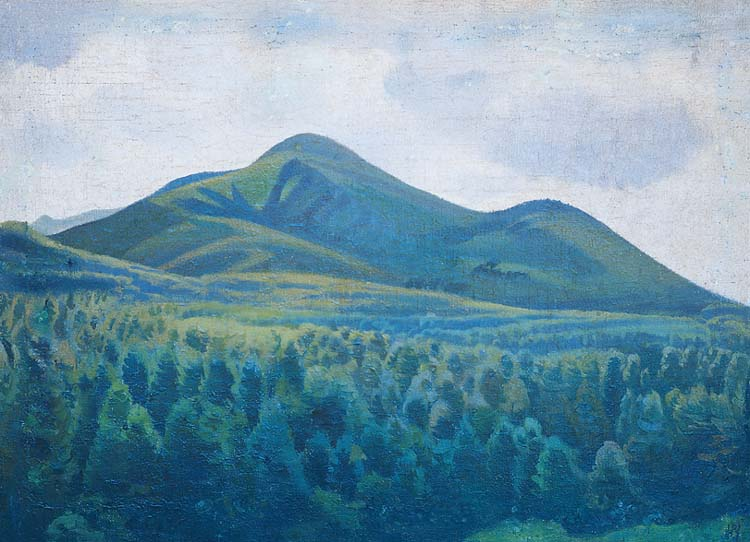
Altopiano di Iizuna, 1939

## Eredità culturale
(Ishii Tsuzurō, Intervista in Modern Japanese Prints: An Art Reborn(1959))

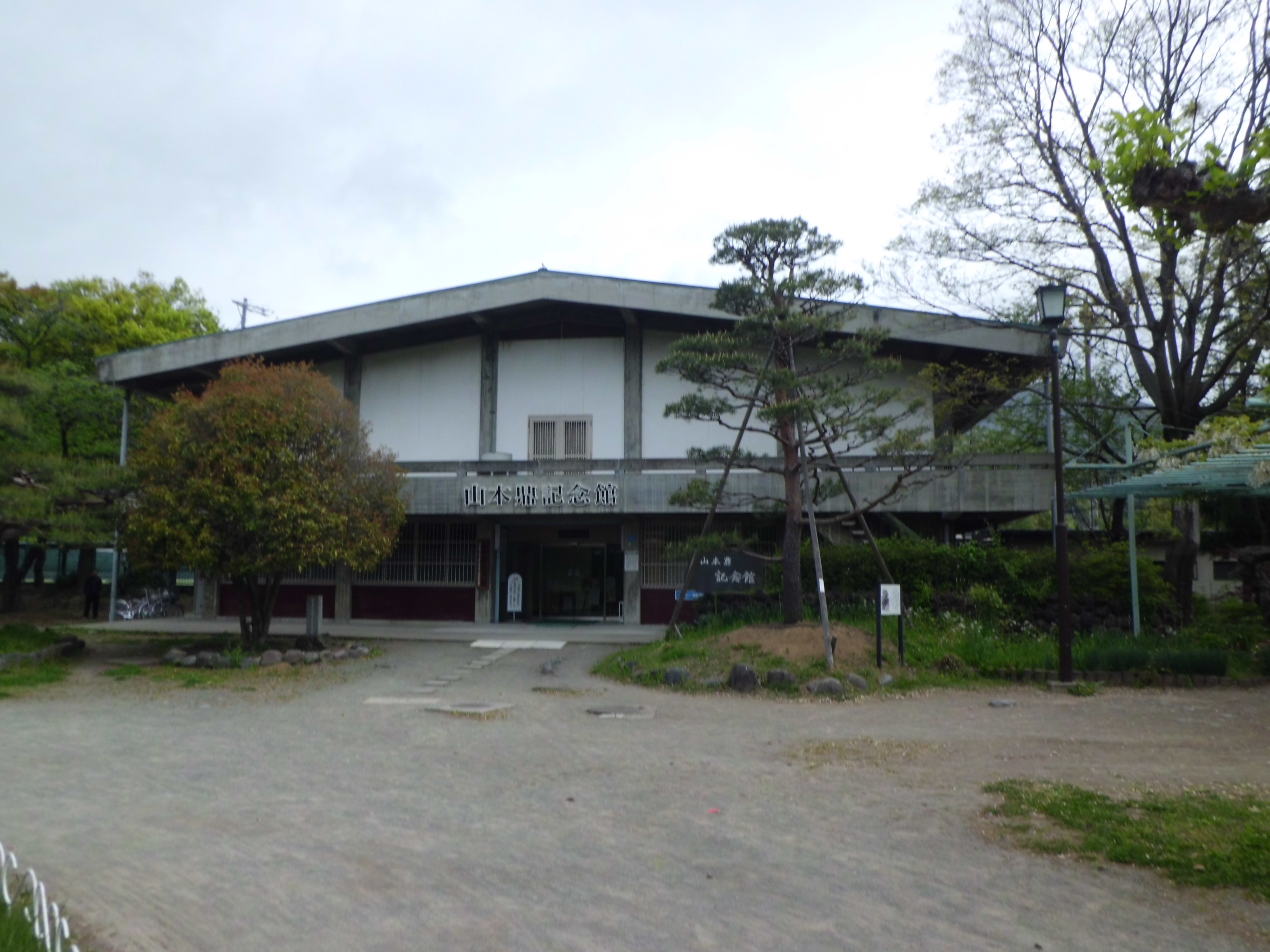
Museo Memoriale di Kanae Yamamoto a Ueda

L’esperienza europea che traspare nelle opere di Kanae ha avuto un’immediata influenza sugli artisti della sua generazione. Kōshirō Onchi riconosceva nelle opere di Kanae il potenziale comunicativo della tecnica xilografica sebbene ritenesse che il suo stile fosse maggiormente debitore agli artisti europei.
Anche Un'ichi Hiratsuka soleva dichiarare che "un vero artista deve intagliare da sé le proprie matrici, e inchiostrare e stampare le proprie stampe così come facevano Dürer e Bewick".
Gli artisti del movimento Sōsaku-hanga seguirono l’esempio di Kanae nell’impiego dello scalpello a lama curva per realizzare i piani piuttosto che definire le linee come era in uso nella xilografia tradizionale giapponese.
La datazione di molte opere di Kanae è incerta. In generale i critici ritengono che i lavori firmati in alfabeto latino siano stati realizzati successivamente al suo rientro in Giappone dopo il viaggio in Europa.
Anche il numero di esemplari di ciascuna xilografia non è noto; si suppone che le stampe realizzate in Europa per sottoscrizione siano state prodotte in numero di 25/50 esemplari.
Kanae fece poche copie del "Pescatore", forse solamente una o due, e nessuna è arrivata ai nostri giorni. Gli Ishii ne trovarono la matrice a casa, anni dopo la morte di Kanae, e nel 1960 Oliver Statler chiese a Hashimoto Okiie di produrne 40 esemplari quale edizione commemorativa.
Spesso i giapponesi contemporanei ritengono che l’educazione artistica in Giappone trovi il suo fondamento nel movimento avviato da Kanae per il disegno libero nelle istituzioni scolastiche. Il suo rilievo nella storia dell’arte infantile e nell'educazione artistica in Giappone è simile quello di Franz Cižek in occidente. Gli insegnanti delle scuole elementari accolsero rapidamente le sue idee, in ciò facilitati anche dallo scarso successo del libro di testo di stato "Nuovo testo di Disegno" (Shintei gachō 新定画帖) in cui il Ministero aveva enfatizzato l’uso della copia dei classici e trascurato la libera espressione personale. Kanae fu tra i primi a criticare pubblicamente il testo, e i suoi metodi si diffusero e determinarono il declino del volume già negli anni 20. Kanae incoraggiava gli insegnanti ad accompagnare i bambini fuori dalla scuola per ritrarre il paesaggio, una pratica ancora oggi diffusa nella scuola primaria giapponese. Sebbene il militarismo giapponese della fine degli 20 abbia messo all’angolo le sue idee, a partire dal 1950 gli insegnanti ripresero questa pratica che si diffuse nel paese.

## La collezione Kanae Yamamoto
Nel 1962 è stato istituito a Ueda il Museo memoriale di Kanae Yamamoto (Yamamoto Kanae Kinen Bijutsukan 山本鼎記念美術館) che conserva circa 1.800 tra opere d’arte e manoscritti di Kanae nonché opere di artigianato contadino e lavori creativi realizzati da bambini che l’autore collezionò nel corso dei laboratori da lui condotti.
Nel 2014 il museo è stato chiuso e le sue collezioni sono state integrate nel patrimonio del Museo Municipale d’arte di Ueda e Santomyuze.